# Santo Stefano di Cadore
Santo Stefano di Cadore, Sankt Stefan im Kadurn (en allemand), est une commune italienne de la province de Belluno, dans la région Vénétie.

## Administration
| Période                                  | Période | Identité | Étiquette | Qualité |
| ---------------------------------------- | ------- | -------- | --------- | ------- |
|                                          |         |          |           |         |
| Les données manquantes sont à compléter. |         |          |           |         |

### Communes limitrophes
Auronzo di Cadore, Danta di Cadore, Forni Avoltri, San Nicolò di Comelico, San Pietro di Cadore, Sappada, Vigo di Cadore